# Aeroportul Internațional Lanseria
Aeroportul Internațional Lanseria (IATA: HLA, ICAO: FALA) este un aeroport din Provincia Gauteng, Africa de Sud. Aeroportul a fost tranzitat în 2017 de 1.900.000 de pasageri. A fost deschis în 1974.
Situat la o altitudine de 1.376 m, aeroportul dispune de o singură pistă.